# Ancistrus piriformis
Ancistrus piriformis är en fiskart som beskrevs av Müller, 1989. Ancistrus piriformis ingår i släktet Ancistrus och familjen Loricariidae. IUCN kategoriserar arten globalt som livskraftig. Inga underarter finns listade i Catalogue of Life.